# 須坂藩
須坂藩（すざかはん）は、信濃国高井郡（現在の長野県須坂市常盤町）にあった藩。政庁は須坂陣屋。

## 概要
須坂藩の藩祖は、堀直政の四男・堀直重である。直政は豊臣秀吉の重臣であった堀秀政の一門家老で、元の名字は奥田であった。
直重は早くから徳川家に近づき、徳川秀忠に献身的に仕えたことから、外様大名でありながら譜代大名に準じる待遇を求めたが入れられなかった。当初は1万2千石で立藩したが、第2代堀直升は下総国矢作2千石のうち、1千石を次弟の堀直昭に、三弟と末弟にそれぞれ500石を分知したため、須坂藩は1万石となった。
歴代藩主の多くが大番頭や大坂・駿府・二条城の加番、伏見奉行などの職についている。第9代藩主・堀直皓は藩校「立成館」を創立する。第11代藩主・堀直格は、藩士黒川の協力を得て『扶桑名画伝』を著わす。第12代藩主・堀直武は、先代直格の発案による薬用人参、吉向焼などの国産物育成を中心とした藩財政の改革を行い、さらに心学の導入によって藩政改革を進める。野口源兵衛らを登用した財政改革を行なったが、領民の支持を得られなかったこと、藩財政の逼迫をさらに招いたことから、藩政改革に失敗した。
幕末の藩主・第13代堀直虎は、家老ら41人を粛清し藩政を大きく改革し、洋式軍制を導入する。幕政にあっては、維新の中にあり大番頭などを経て若年寄兼外国総奉行に任じられ、慶応4年（1868年）1月、徳川慶喜に自分の意見が聞き入られなかったため、江戸城中で諌死する。勝海舟は、乱心して自害したとしている。
その後、須坂藩は従来の佐幕の方針を転換し、小山・結城、北越、会津に出兵した。信濃国内の諸藩の中でも特に大勢の藩兵を送り、新政府への恭順の姿勢を明確にした。最後の藩主・堀直明は版籍奉還により知藩事となる。明治4年（1871年）の廃藩置県で須坂藩は廃藩となって須坂県となり、同年11月、須坂県は長野県に編入された。
須坂藩主は文芸に秀でていた。特に直格は『扶桑名画伝』のほか、数々の絵画史に関する著作を行い、様々な藩主と交流している。

## 歴代藩主
堀家
1万2千石→1万石、外様、柳間、陣屋　
1. 堀直重（なおしげ） 従五位下 淡路守
2. 堀直升（なおます） 従五位下 淡路守
3. 堀直輝（なおてる） 従五位下 肥前守
4. 堀直佑（なおすけ） 従五位下 長門守
5. 堀直英（なおひで） 従五位下 淡路守
6. 堀直寛（なおひろ） 従五位下 長門守
7. 堀直堅（なおかた） 従五位下 淡路守
8. 堀直郷（なおさと） 従五位下 長門守
9. 堀直皓（なおてる） 従五位下 内蔵頭
10. 堀直興（なおおき） 従五位下 淡路守
11. 堀直格（なおただ） 従五位下 内蔵頭
12. 堀直武（なおたけ） 従五位下 淡路守
13. 堀直虎（なおとら） 従五位下 長門守
14. 堀直明（なおあきら） 従五位下 長門守

## 幕末の領地
- 信濃国
  - 高井郡のうち - 15村

灰野村 (625石1斗8升6合8勺9才0撮)・野辺村 (893石9斗2升5合4勺1才5撮)・八重森村 (339石2斗0升0合1勺0才4撮)・坂田村 (341石3斗9升5合6勺9才1撮)・塩川村 (602石0斗3升6合9勺8才7撮)・沼目村 (439石6斗0升4合3勺0才9撮)・高梨村 (332石4斗6升8合9勺0才3撮)・小島村 (869石3斗3升1合9勺0才9撮)・五閑村 (115石2斗6升8合9勺9才7撮)・中子塚村 (142石8斗3升2合9勺9才3撮)・草間村 (1115石5斗4升2合9勺6才9撮)・須坂村 (1245石5斗6升0合7勺9才1撮)・綿内村 (3488石6斗0升5合4勺6才9撮)・小山村 (1292石9斗6升0合0勺8才3撮)・日滝村 (2134石6斗2升5合9勺7才7撮)		

## その他
- 藩主堀家の菩提寺の臥龍山興国寺は須坂市内に現存する。
- 須坂藩の陣屋跡は、現在主に須坂市立須坂小学校として利用されている。その一角には藩祖直重と13代直虎を祭神とする奥田神社が祀られている。名称は藩主家の堀家の旧姓が奥田だったことに由来する。
- 田中角栄の豪邸「目白御殿」は須坂藩の江戸上屋敷跡に建てられたもの。地鎮の際に田中は奥田神社に参拝している。